# Novo-Peredelkino
Novo-Peredelkino (Муниципальный округ Ново-Переделкино) est un district municipal de Moscou situé dans le district administratif ouest de la ville.
Au XVIIe siècle, cette zone abritait le village de Peredeltsy. Autour de la halte ferroviaire locale a commencé à se former un village de maisons de campagne, qui a pris le nom de Peredelkino.
Peredelkino et les villages voisins ont été inclus dans le territoire de la ville de Moscou en 1984 dans le quartier Solntsevski, qui sera ensuite divisé entre les districts actuels de Novo-Peredelkino, Vnoukovo et Solntsevo.

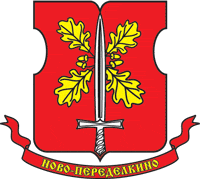
Armes du district
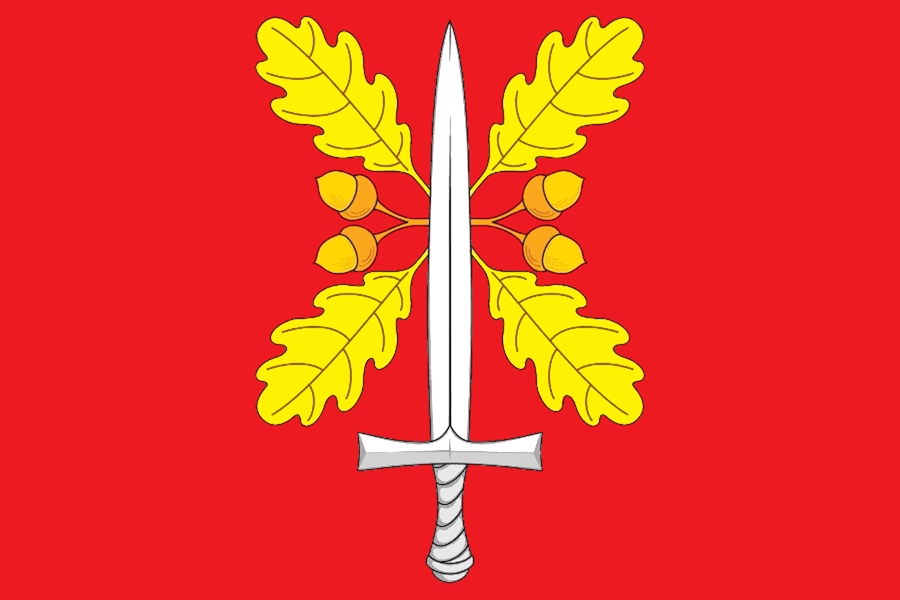
Drapeau du district